# 1995-ös franciaországi sztrájkok
Az 1995-ös franciaországi sztrájkokat a közalkalmazott vitték véghez 1995. novembere és decembere között. A sztrájkok nagy népszerűségnek örvendtek a társadalom körében, annak ellenére hogy a sztrájkok részeként megbénult  az ország tömegközlekedési hálózata és egyéb intézmények is. A sztrájkok egy nagyobb társadalmi mozgalom részeként keletkeztek, amik Alain Juppé miniszterelnök reformjai ellen szóltak. 1968 óta nem volt ekkora társadalmi megmozdulás.

## Események
1995 májusában a franciaországi elnökválasztást Jacques Chirac, a Tömörülés a Köztársaságért jobboldali párt jelöltje nyert meg. Miniszterelnöknek Alain Juppét nevezte ki. Juppé jóléti kiadáscsökkentő intézkedéseket jelentett be: a maastrichiti kritériumoknak megfelelően 5%-ról 3%-ra akarták csökkenteni a deficitet. Először diákmozgalmak tüntettek a kormány konzervatív lépései miatt, amely a jóléti kiadások csökkentését, a nők jogait és az abortuszt és a fogamzásgátlást is érintette. Október 10 és november 24-én miután a kormány bejelentette, hogy a közszférában befagyasztják a béreket, a nagy francia szakszervezeti konföderációk általános sztrájkot hirdettek.
Decemberben a vasutasok hirdettek sztrájkot Alain Juppé reformterve ellen, amellyel megbénították az ország vasúti hálózatát. A sztrájk oka, hogy a kormány el akarta venni az ország állami vasúttársaságának az SNCF dolgozóinak a korkedvezményes nyugdíjazását, amivel 55 évesen mehettek nyugdíjba. Emellett több ezer állást akart a vezetőség megszüntetni, anélkül hogy a dolgozókkal egyeztettek volna. A vasutasok sztrájkjához csatlakoztak a párizsi metró dolgozói, postai alkalmazottak, tanárok és egyéb közalkalmazottak.  A sztrájk eleinte Párizsban volt majd rövidesen átterjedt az egész országra.
December 15-én a sztrájkok hatására Alain Juppé visszavonta a reformcsomagot.

## Számok
Statisztikák szerint 1995-ben 6 millió ember vett részt a sztrájkban, 1994-ben csak 1 millió fő. A 6 millióból, 4 millió fő a közszférában sztárjkolt, többek közt a France Télécom dolgozói, a félig és teljesen magán szektorban 2 millió fő sztrájkolt (SNCF, RATP, Air France, Air Inter).